# HeidelbergCement
HeidelbergCement AG er en tysk multinational byggemateriale-virksomhed, der er noteret på DAX. Virksomheden har hovedsæde i Heidelberg i delstaten Baden-Württemberg. Per 2010 er det verdens tredjestørste cementproducent, markedsledende indenfor tilslag og fjerdestørst indenfor færdigblandet beton. I 2010 producerede virksomheden omkring 78 millioner ton cement. Virksomheden har 53.000 ansatte på i alt 2.500 lokaliteter i mere end 40 lande, som genererer en årlig omsætning på ca. 11 mia. EUR .
HeidelbergCements primære konkurrenter er Holcim, Lafarge, Aalborg Portland og Cemex.

## Historie
Virksomheden er etableret 5. juni 1874 af Johann Philipp Schifferdecker i Heidelberg. I 1896 blev produceret omkring 80.000 ton Portlandcement om året. Talrige mindre virksomheder blev overtaget fra 1914 og frem, i 1936 blev produceret en million ton årligt.
Aktiviteterne blev internationaliseret med overtagelsen af en del af franske Vicat Cement. I 1977 begyndte virksomheden at opkøbe virksomheder i Nordamerika bl.a. Lehigh Cement. I 1990 begyndte ekspansionen i Østeuropa. I 1993 overtages en del af SA Cimenteries CBR fra Belgien. Sidenhen har er opkøbene fortsat i Europa og Asien. I 1999 overtages Scancem, der har aktiviteter i Nordeuropa og Afrika. Indocement i Indonesien overtages i 2001. I 2007 overtages britiske Hanson.
HeidelbergCement havde i 2010 i alt 29 cement- og formalingsfabrikker i Vest- og Nordeuropa, 19 i Østeuropa og Centralasien, 16 cementfabrikker i Nordamerika, 14 i Afrika. 
Adolf Merckle var en storinvestor i HeidelbergCement. En kapitalforhøjelse i HeidelbergCement i september 2009 i kombination med at Merckle-familien solgte aktier, åbnede for nye internationale investorer, og betød at aktieomsætningen steg. Merckle-familiens aktieandel faldt i 2009 fra 72,4 % til under 25 %. HeidelbergCement AG blev 21. juni 2010 noteret på DAX.

## HeidelbergCement i Danmark
HeidelbergCement er repræsenteret i Danmark gennem datterselskaberne DK Beton A/S, DK Cement A/S, HC Pumps & Trucks A/S og Contiga A/S. Datterselskaberne leverer bl.a. pumper og cement samt præfabrikerede betonelementer. 
DK Beton A/S leverer færdigblandet beton til entreprenører og private.
DK Cement A/S leverer cement til betonindustrien fra Heidelbergs fabrikker i Sverige og Norge.
HC Pumps & Trucks A/S leverer transport og pumpeydelser i forbindelse med den friske beton.
Contiga A/S leverer præfabrikerede betonelementer.